# 観音寺 (荒川区)
観音寺（かんのんじ）は、東京都荒川区にある真言宗豊山派の寺院。

## 概要
天文年間（1532年～1555年）、長偏僧都によって開山された。
江戸時代、徳川将軍は鷹狩（鶴御成）のために江戸郊外のこの地を度々訪れており、当寺は法界寺とともに「御膳所」（休憩場所）に充てられた。将軍が出入りする際は、正門ではなく東側の竹藪を切り開いたところから入るのが習わしであった。1945年（昭和20年）の東京大空襲で焼失するまで、将軍が休憩する座敷が残されていた。

## 交通アクセス
- 新三河島駅より徒歩6分（経路案内）。
- 三河島駅より徒歩6分（経路案内）。